# Placówka Straży Celnej „Mała Wieś”

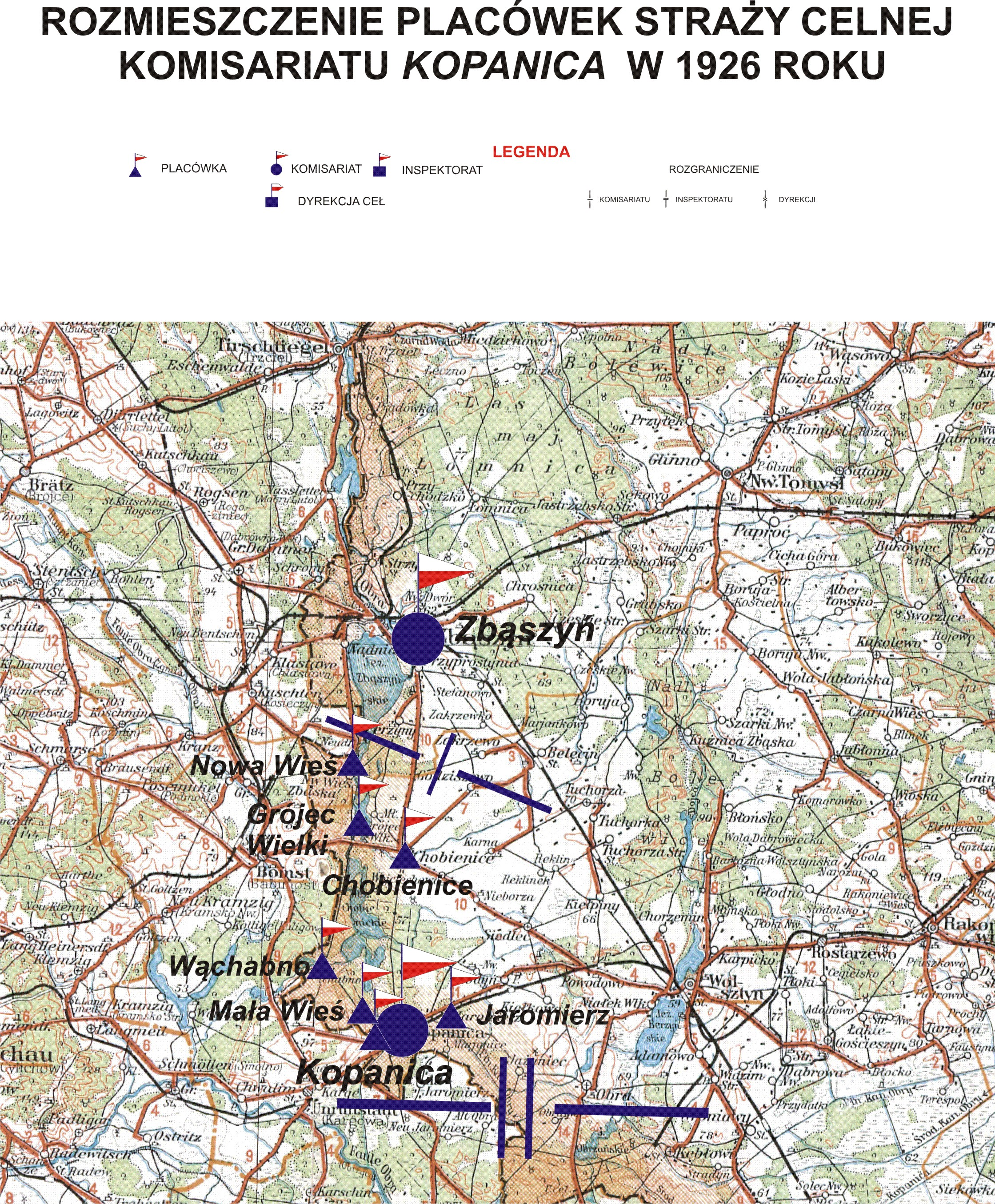
Rozmieszczenie placówek Straży Celnej Komisariatu Kopanica

Placówka Straży Celnej „Mała Wieś” – jednostka organizacyjna Straży Celnej pełniąca w okresie międzywojennym służbę ochronną na granicy polsko-niemieckiej.

## Formowanie i zmiany organizacyjne
Na wniosek Ministerstwa Skarbu, uchwałą z 10 marca 1920 roku, powołano do życia Straż Celną. Od połowy 1921 roku jednostki Straży Celnej rozpoczęły przejmowanie odcinków granicy od pododdziałów Batalionów Celnych. W 1921 roku w Zbąszyniu stacjonował sztab 1 kompanii 17 batalionu celnego. Kompania wystawiała między innymi placówkę w Małej Wsi. Proces tworzenia Straży Celnej trwał do końca 1922 roku. Placówka Straży Celnej „Mała Wieś” weszła w podporządkowanie komisariatu Straży Celnej „Kopanica” z Inspektoratu SC „Międzychód”.
W drugiej połowie 1927 roku przystąpiono do gruntownej reorganizacji Straży Celnej. W praktyce skutkowało to rozwiązaniem tej formacji granicznej. Ochronę północnej, zachodniej i południowej granicy państwa przejęła powołana z dniem 2 kwietnia 1928 roku Straż Graniczna. W strukturach nowo powstałej formacji placówki „Mała Wieś” nie odtworzono.

## Funkcjonariusze placówki
Kierownicy placówki
| stopień    | imię i nazwisko, numer | okres pełnienia służby | kolejne stanowisko |
| ---------- | ---------------------- | ---------------------- | ------------------ |
| przodownik | Józef Nowacki (176)    | był w 1926             |                    |

Obsada personalna placówki w 1926:
- przodownik Józef Nowacki (176)
- strażnik Stanisław Nawrocki (972)
- strażnik Stanisław Formanowicz (1417)
- strażnik Piotr Dzierla (2393)
- strażnik Antoni Nowak (2600)